# Cabillus macrophthalmus
Cabillus macrophthalmus is een  straalvinnige vissensoort uit de familie van grondels (Gobiidae). De wetenschappelijke naam van de soort is voor het eerst geldig gepubliceerd in 1909 door Weber.
De soort staat op de Rode Lijst van de IUCN als Onzeker, beoordelingsjaar 2009.